# Yuki Kobori
Yuki Kobori (Japans: 小堀 勇氣 Kobori Yūki) (Ishikawa (Fukushima), 25 november 1993) is een Japanse zwemmer. Hij nam deel aan de Olympische Zomerspelen 2012 in Londen en de Olympische Zomerspelen 2016 in Rio de Janeiro.

## Carrière
Bij zijn internationale debuut, op de Pan-Pacifische kampioenschappen zwemmen 2010 in Irvine, eindigde Kobori als zevende op de 200 meter vrije slag. Daarnaast strandde hij in de series van de 100 meter vrije slag, de 100 meter vlinderslag en de 200 meter wisselslag. Op de 4x200 meter vrije slag veroverde hij samen met Takeshi Matsuda, Yoshihiro Okumura en Sho Uchida de zilveren medaille. Op de Aziatische Spelen 2010 in Kanton eindigde Kobori als vijfde op de 200 meter vrije slag. Samen met Sho Uchida, Shunsuke Kuzuhara en Takeshi Matsuda sleepte hij de zilveren medaille in de wacht op de 4x200 meter vrije slag. Op de 4x100 meter vrije slag zwom hij samen met Rammaru Harada, Shunsuke Kuzuhara en Yoshihiro Okumura in de series, in de finale legden Harada en Kuzuhara samen met Takuro Fujii en Sho Uchida beslag op de zilveren medaille. Voor zijn aandeel in de series ontving Kobori eveneens de zilveren medaille.
In Shanghai nam Kobori deel aan de wereldkampioenschappen zwemmen 2011. Op dit toernooi werd hij uitgeschakeld in de halve finales van de 200 meter vrije slag. Samen met Takeshi Matsuda, Shogo Hihara en Yoshihiro Okumura eindigde hij als zevende op de 4x200 meter vrije slag.
Tijdens de Olympische Zomerspelen van 2012 in Londen strandde de Japanner samen met Sho Sotodate, Chiaki Ishabashi en Yuya Horihata in de series van de 4x200 meter vrije slag. Op de wereldkampioenschappen kortebaanzwemmen 2012 in Istanboel eindigde Kobori als vierde op de 200 meter vlinderslag, op de 200 meter vrije slag werd hij uitgeschakeld in de series. Op de 4x200 meter vrije slag eindigde hij samen met Fumiya Hidaka, Kosuke Hagino en Daiya Seto op de zesde plaats.

### 2013-heden
In Barcelona nam Kobori deel aan de wereldkampioenschappen zwemmen 2013. Op dit toernooi strandde hij in de halve finales van de 200 meter vlinderslag en in de series van de 100 meter vlinderslag. Samen met Kosuke Hagino, Sho Sotodate en Takeshi Matsuda eindigde hij als vijfde op de 4x200 meter vrije slag.
Tijdens de Pan-Pacifische kampioenschappen zwemmen 2014 in Gold Coast eindigde Kobori als zevende op de 400 meter vrije slag en als elfde op de 200 meter vrije slag. Daarnaast werd hij uitgeschakeld in de series van de 100 meter vrije slag, de 100 meter vlinderslag en de 200 meter wisselslag. Op de 4x200 meter vrije slag veroverde hij samen met Kosuke Hagino, Reo Sakata en Takeshi Matsuda de zilveren medaille. Op de Aziatische Spelen 2014 in Incheon behaalde Kobori samen met Kosuke Hagino, Daiya Seto en Takeshi Matsuda de gouden medaille op de 4x200 meter vrije slag. In Doha nam Kobori deel aan de wereldkampioenschappen kortebaanzwemmen 2014. Op dit toernooi strandde hij in de series van zowel de 200 als de 400 meter vrije slag. Op de 4x50 meter vrije slag eindigde hij samen met Yuki Kawachi, Reo Sakata en Tsubasa Amai op de zesde plaats, samen met Reo Sakata, Tsubasa Amai en Katsumi Nakamura werd hij uitgeschakeld in de series van de 4x200 meter vrije slag.
Tijdens de wereldkampioenschappen zwemmen 2015 in Kazan strandde Kobori in de series van de 200 meter vrije slag. Op de 4x100 meter vrije slag eindigde hij samen met Katsumi Nakamura, Shinri Shioura en Takuro Fujii op de zesde plaats. Samen met Tsubasa Amai, Naito Ehara en Daiya Seto werd hij uitgeschakeld in de series van de 4x200 meter vrije slag. Op de gemengde 4x100 meter vrije slag strandde hij samen met Naito Ehara, Rikako Ikee en Misaki Yamaguchi in de series.
Op de Olympische Zomerspelen van 2016 in Rio de Janeiro behaalde Kobori samen met Kosuke Hagino, Naito Ehara en Takeshi Matsuda de bronzen medaille op de 4x200 meter vrije slag.

## Internationale toernooien
| Jaar | Olympische Spelen    | WK langebaan                                                                                 | WK kortebaan                                                                     | PanPacs | Aziatische Spelen                                                                        |
| ---- | -------------------- | -------------------------------------------------------------------------------------------- | -------------------------------------------------------------------------------- | --- | ---------------------------------------------------------------------------------------- |
| 2010 |                      |                                                                                              | geen deelname                                                                    | 36e 100m vrije slag · 7e 200m vrije slag · 25e 100m vlinderslag · serie 200m wisselslag · 4x200m vrije slag                       | 7e 200m vrije slag · 4x100m vrije slag · Kobori zwom enkel de series · 4x200m vrije slag |
| 2011 |                      | 16e 200m vrije slag 7e 4x200m vrije slag                                                     |                                                                                  | |                                                                                          |
| 2012 | 9e 4x200m vrije slag |                                                                                              | 22e 200m vrije slag 4e 200m vlinderslag 6e 4x200m vrije slag                     | |                                                                                          |
| 2013 |                      | 25e 100m vlinderslag 9e 200m vlinderslag 5e 4x200m vrije slag                                |                                                                                  | |                                                                                          |
| 2014 |                      |                                                                                              | 25e 200m vrije slag 22e 400m vrije slag 6e 4x50m vrije slag 9e 4x200m vrije slag | 31e 100m vrije slag · 11e 200m vrije slag · 7e 400m vrije slag · serie 100m vlinderslag · 17e 200m wisselslag · 4x200m vrije slag | 4x200m vrije slag                                                                        |
| 2015 |                      | 18e 200m vrije slag 6e 4x100m vrije slag 10e 4x200m vrije slag 10e 4x100m vrije slag gemengd |                                                                                  | |                                                                                          |
| 2016 | 4x200m vrije slag    |                                                                                              | 6-11 december                                                                    | |                                                                                          |

## Persoonlijke records
Bijgewerkt tot en met 28 oktober 2014
Kortebaan
| Afstand          | Tijd    | Datum            | Plaats |
| ---------------- | ------- | ---------------- | ------ |
| 200m vrije slag  | 1.44,53 | 10 november 2013 | Tokio  |
| 400m vrije slag  | 3.42,00 | 28 oktober 2014  | Tokio  |
| 200m vlinderslag | 1.52,92 | 6 november 2012  | Tokio  |

Langebaan
| Afstand          | Tijd    | Datum             | Plaats     |
| ---------------- | ------- | ----------------- | ---------- |
| 200m vrije slag  | 1.47,15 | 22 september 2014 | Incheon    |
| 400m vrije slag  | 3.49,05 | 23 augustus 2014  | Gold Coast |
| 200m vlinderslag | 1.56,15 | 30 juli 2013      | Barcelona  |